# هجيرة (جازان)
قرية هُجَيرَة (بسكون الياء) وهي من أكبر قرى جبل الأيتام بالعبادل ويتبع إداريا مركز القصبة في محافظة العارضة إحدى محافظات منطقة جازان جنوب غرب المملكة العربية السعودية.

## نبذة
كانت قرية هجيرة بمثابة سلة الخبز لسكان جبل الأيتام حيث تتوفر فيها المدرجات الزراعية بعدد كبير نظرا لوقوعها في أسفل الجبل من الجهة الجنوبية مما جعلها تستفيد من مياه الأمطار المنحدرة من أعلى الجبل فتتغذى مدرجاتها بمياه الأودية والشعوب ولا تزال مدرجاتها الزراعية ومبانيها الأثرية شاهد على ماضيها الزاهر، أما اليوم فقد طالها التطور العمراني.